# Allium litardierei
Allium litardierei är en amaryllisväxtart som beskrevs av J.-m.Tison. Allium litardierei ingår i släktet lökar, och familjen amaryllisväxter. Inga underarter finns listade i Catalogue of Life.